# Why Didn't They Ask Evans?
Why Didn't They Ask Evans? (Por que não pediram a Evans?, no Brasil / Perguntem a Evans ou Porque não pediram a Evans?, em Portugal) é um romance policial de Agatha Christie, publicado em 1934.

## Enredo
Bobby Jones, filho do vigário de Marchbolt, uma pequena cidade do sul do País de Gales, um dia está jogando golfe com seu amigo, o Dr. Thomas. Quando vão procurar a bola que caíra no penhasco, encontram um homem desmaiado. Deduzem que ele caiu devido à neblina. O Dr. Thomas avalia a situação e diz que o homem morrerá em poucos minutos. Enquanto o médico vai buscar ajuda, Bobby fica ao lado do moribundo, que recupera os sentidos por poucos segundos e pergunta: “Por que não pediram a Evans?”. Na tentativa de identificar a pessoa morta, Bobby descobre no seu bolso a fotografia de uma linda mulher.
Analisando os últimos movimentos do homem, a polícia conclui que a sua morte foi um acidente. Mas Bobby fica desconfiado devido a alguns fatos que não se encaixam, e junto com a sua amiga de família nobre, Lady Frances Derwent, que adora aventuras, se empenha em investigar este interessante mistério.
Frankie e Bobby usam uma série de recursos para desvendar os mistérios por trás do que eles imaginam ser um assassinato. Querem descobrir quem é realmente o homem assassinado, quem é a mulher da foto, quem é Evans, e quem empurrou o homem do penhasco (se foi isso o que aconteceu). E, por fim e principalmente, querem descobrir como essas respostas estão interligadas. Porém, no desenrolar da trama, ambos percebem que aquilo era algo maior do que eles previam, e que colocaram, desde o começo, suas vidas em risco. 